# 2010年7月中国大陆

## 7月3日
- 7月3日至4日，由国家体育总局自行车击剑运动管理中心、中国铁人三项运动协会、北京市体育局、昌平区人民政府主办，昌平区体育局承办的2010北京国际铁人三项洲际杯赛暨全国冠军杯系列赛在昌平区十三陵水库举行[1]。

## 7月18日
- 7月18日至8月15日，北京市第十三届运动会举办。此届市运会共设26个竞赛大项、704个子项以及曲棍球、马术、花样滑冰3个表演项目的比赛任务[2]。

## 7月25日
- 7月25日至30日，2010“鸟巢杯”国际青少年足球邀请赛在国家体育场、奥体中心及对外经贸大学举行。本届邀请赛共有中国、美国、朝鲜、韩国、意大利、澳大利亚6个国家的14支球队参加[2]。